# Ibn Khamis
Ibn Khamis Abou Abd Allah Muhammad Ibn Omar al-Tilimsānī est un poète tlemcénien de langue arabe, né à Tlemcen en 1252. Il était secrétaire particulier du souverain zianide Abou Saïd Uthman I, avant de s'installer à Grenade en 1304 où il est mort assassiné en 1308.

## Biographie

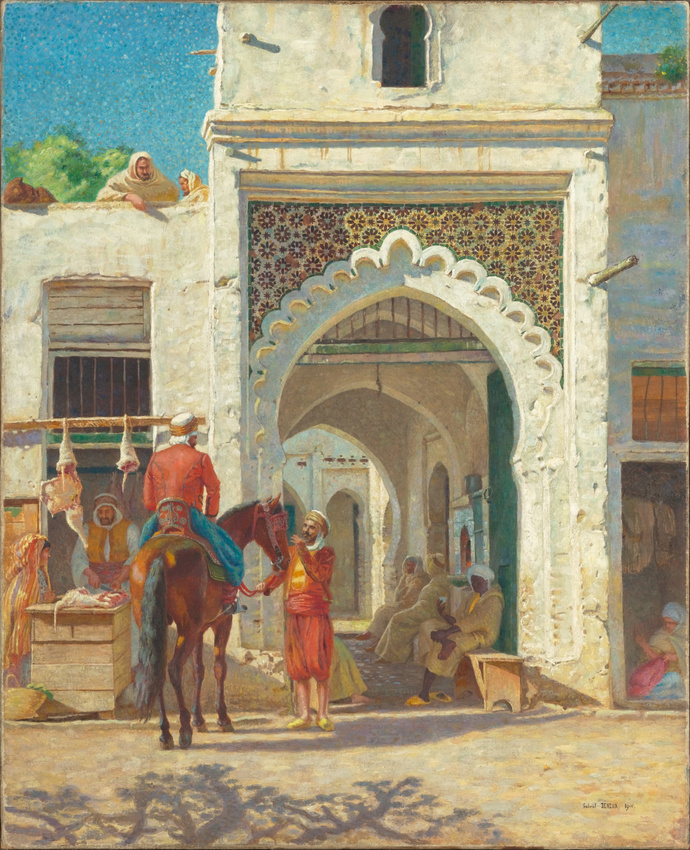
Fondouk à Tlemcen.

Abû 'Abd Allah Muhammad Ibn `Umar Ibn Khamis al-Tilimsānī est un poète né à Tlemcen en 1252. Il fait remonter ses origines à la tribu de Himyar au Yémen. Sur la première moitié de sa vie, il évoque dans ses poèmes qu'il a connu la pauvreté et habita « une chambre de fondouk avec, comme literie, des peaux de mouton », qu’il put s’adonner, en liberté, à des plaisirs dont il se repentit par la suite. 
Il reçoit une solide formation littéraire, ce qui conduit à sa nomination, en 1282, au poste de secrétaire particulier du deuxième sultan zianide Abou Saïd Uthman I. Le voyageur al-ʿAbdarī, qui a visité Tlemcen en 1289, avait pour lui de l’estime. Il aime les voyages : « Je suis, dit-il, comme le sang; je me mets en mouvement à chaque printemps ». 
Ibn Khamis quitte la ville lors du siège de Tlemcen (1299-1307) par les Mérinides. Il était opposé à la poursuite du siège, dont il affirme dans ses poèmes que cela faillit lui coûter la vie. Yahya Ibn Khaldoun dresse un rapide portrait dans son dictionnaire biographique, mais omettant d’évoquer son positionnement sur ce conflit. 
Ibn Khamis est alors contraint de s’exiler et se rend à Ceuta. Il essaye de se fixer comme enseignant, mais sa tentative échoue, à cause des manœuvres orchestrées par un rival. Il se rend alors à Algésiras puis à Malaga et se fixe finalement, en 1304, à Grenade. 
Partout, il travaille dans l’enseignement et les poèmes dans lesquels il se livre « au plaisir de louer » les grands. Le roi nasride de Grenade est alors Mohammed III al-Makhlu dont le vizir, Ibn al-Hakim al-Rundī (1262-1308), est une forte personnalité de l’époque. Celui-ci a connu Ibn Khamis lors d'une visite à Tlemcen. À Grenade, il tient une cour que fréquentent savants et hommes de lettres; il devient son protecteur.
N’oubliant jamais sa ville natale, il envisage d'y retourner. Mais, un matin de l'Aïd el-Fitr de l’année 1308, il est surpris dans sa demeure, à Grenade, par une émeute consécutive d'un coup d’état ; un certain ʿAlī b. Naṣr dit al-Abkam (« le muet ») l’assassine d’un coup de lance. Le mobile du meurtre résida dans ses rapports avec Ibn al-Hakim, assassiné le même jour.

## Œuvre
Les biographes d'Ibn Khamis le disent savant, philosophe, sage, astrologue, alchimiste, littérateur, mais seule son œuvre en poésie est connue. L’œuvre poétique d’Ibn Khamis demeure accessible, du moins en bonne partie. Elle est éparpillée dans les ouvrages d’al-ʿAbdarī, de Yahya Ibn Khaldoun, d’Ibn al-Qadi et d’Al Maqqari qui reproduit Ibn al-Khatib. Ibn Mansur a pu rassembler seize qasidas totalisant plus de 610 vers.
Yahya Ibn Khaldoun donne une notice biographique dans son dictionnaire, accompagnée de trois de ses poèmes. Ibn Khamis évoque avec nostalgie cette cité qu’il a été contraint de quitter durant le siège. Pourtant, ce n’est pas une ville assiégée qu’il évoque, mais bien une ville prospère gouvernée par les Abdelwadides. Ce poème, peut-être composé après la levée du siège, est l’aveu d’un exilé qui, à travers son ode à Tlemcen, reconnaît implicitement le lien entre la beauté de la ville et la dynastie qui la gouverne.
On y trouve les thèmes traditionnels de la poésie arabe : madh, hid̲j̲āʾ, fakhr. Ses louanges vont aux Zianides de Tlemcen, au voyageur Ibn Rochaïd Al-Fihri et surtout au vizir Ibn al-Hakim qui ont protégé le poète. Les traits de sa satire sont dirigés contre les Zianides qui ont tenté de le faire assassiner, qui sont donc responsables de son exil.
Au reste, ses vers sont émaillés de noms propres et de vocables rares qui révèlent une culture surprenante chez un Tlemcénien du XIIIe siècle, de condition modeste. Les récits de l'Antiquité arabe, persane et gréco-romaine forment, chez lui, comme une toile de fond sur laquelle il compose ses pièces : Hermès, Socrate, Al-Fârâbî, Shihab al-Din Sohrawardi, Sayf ibn Dhi Yazan, Nuʿman, Imrou'l Qays et tant d’autres forment une galerie de célébrités. 
Ibn Khamis a été jadis rangé, parmi les étalons (fuḥūl) des muses arabes. Yahya Ibn Khaldoun lui a attribué le titre de « Poète de la septième centaine » (XIIIe siècle de l'ère chrétienne), malgré l’existence d'autres poètes à cette période.
712 vers et 3 pages de prose rimée de sa poésie ont été retrouvés, dispersés dans plusieurs ouvrages de littérature et d'histoire. Ce nombre de vers se répartit entre 25 pièces dont 15 varient de 10 à 81 vers et 10 de 1 à 4. Les 15 premières comprennent :
- Huit panégyriques : dont trois adressés aux Zianides et deux à Ibn al-Hakim
- Cinq poèmes mystiques.
- Un poème consacré à Tlemcen.
- Un autre montre la supériorité du haschich sur le vin.

Les dix autres pièces décrivent des objets, expriment des pensées morales ou sont des fragments de poèmes inconnus dans leur totalité.
Ibn Khamis est à considérer parmi les grands poètes classiques issus du terroir tlemcenien avec Ibn Hadjla et Ibn Hamdoun. Il est l'un des auteurs locaux de la sanaa-gharnata de Tlemcen, :
- Mali al ghamam (m'ceddar rasd)
- Mali Chamoul (inçiraf m'djenba)
- Ya man haka khadouhou al-chaqaïk (inçiraf moual)
- Ya nassim djara dilan (darj mezmoum, n'qlab raml al-maya)
- Ah man nouhib bouhou kamila al-âataf (n'qlab raml al-maya)
- Ya aziz al-housni rifqân bi-eddalil (n'qlab mezmoum)
- Aachiq rakik (btaïhi maya)
- Qoum tara daw'ou assabah
- Ayouha es-saki ilayka al-mouchtaka (inçiraf m'djenba)
- Ya badroun tama bi-l-afak (btaïhi dil)
- Alladi kala laqa tansa ayamaka (btaïhi dil)